# مارک کرمد
مارک جیمز پاتریک کرمُد (انگلیسی: Mark James Patrick Kermode؛ زادهٔ ۲ ژوئیهٔ ۱۹۶۳) یک منتقد فیلم، مجری، نویسنده، موسیقی‌دان و نوازندهٔ کنترباس اهل انگلستان است.
مارک کرمُد منتقد فیلم ارشد در آبزرور و یکی از نویسندگان سایت اند ساوند است. مدتی نیز در ایندیپندنت و امپایر نقد می‌نوشت. او همچنین یک ویدئو بلاگ سینمایی برای بی‌بی‌سی دو می‌نویسد و یکی از اعضای بفتا است.
وی یکی از پایه‌گذاران گروه موسیقی «داج برادرز» و نوازندهٔ کنترباس است که در سبک اسکیفل موسیقی می‌نوازند.